# Clarissa (Fernsehserie)
Clarissa (Originaltitel: Clarissa Explains It All) ist eine US-amerikanische Comedyserie, die hauptsächlich auf das Publikum im Teenageralter abzielt. Sie wurde in den Nickelodeon-Studios in Orlando, Florida produziert. Nach 65 Folgen wurde die Serie 1994 eingestellt.

## Handlung
Die Hauptrolle der Clarissa Darling spielt die junge Melissa Joan Hart, die ihren Fernsehzuschauern meist auf eine sehr anschauliche Weise ihre Probleme, wie Pickel, ihren kleinen nervigen Bruder, ihre erste Verliebtheit und Probleme in der Schule erklärt. Ihre Familie besteht aus ihrem Vater Marshall, einem pingeligen und abenteuerlustigen Architekten, der jedes Gebäude themenbezogen plant (Zahnarztpraxis in einem riesigen Zahn oder Schuhläden in Turnschuhen), ihrer Mutter Janet, einer fürsorglichen Mutter im Tofu-Wahn (fast jedes Essen besteht aus Tofu) und ihrem besserwisserischen, begabten Bruder Ferguson. Zudem taucht oft ihr bester Freund Sam auf, der mit einer Leiter durch das Fenster hereinkommt und Clarissa in der ganzen Serie nur einmal verlässt. Beim Betreten des Hauses wird stets ein charakteristisches Geräusch als Running Gag gespielt. Dieses Geräusch ertönt ebenfalls, als Sam das Haus ausnahmsweise einmal durch die Tür betritt.

## Besetzung
| Rolle                  | Schauspieler      | Synchronsprecher |
| ---------------------- | ----------------- | ---------------- |
| Clarissa Marie Darling | Melissa Joan Hart | Katja Primel     |
| Ferguson W. Darling    | Jason Zimbler     | Tim Sander       |
| Janet Darling          | Elizabeth Hess    | Heike Schroetter |
| Marshall Darling       | Joe O’Connor      | Helmut Gauß      |
| Sam Anders             | Sean O’Neal       | Sebastian Schulz |

## Kritik
- John J. O’Connor schrieb 1991 in der New York Times, die Serie bediene sich des Grundrezepts für Sitcoms, die auf ein jugendliches Publikum abzielen. Zu diesem zählten hippe Pubertierende, dumme Eltern und coole hippe Leute. Er zählte Clarissa zu den  besseren aktuellen Beispiele dieser Gruppe. Weiterhin klassifizierte O’Connor die Serie im Gegensatz zu anderen Kritikern, die sie als eine kulturelle Revolution bezeichneten, bis auf den Vorspann als nicht revolutionär. Allerdings nannte er die Serie vielversprechend, da sie Komponenten wie einen weiblichen Hauptcharakter und eine normale Freundschaft ohne romantische Gefühle zwischen Junge und Mädchen beinhaltete.[1]

## Auszeichnungen
- Melissa Joan Hart gewann drei Young Artist Awards in verschiedenen Kategorien und Jahren:
  - 1992: Best Young Actress Starring in an Off-Primetime or Cable Series
  - 1993: Best Young Actress Starring in a Cable Series
  - 1995: Best Youth Comedienne in a TV Show

1994 war sie zudem in der Kategorie Youth Actress Leading Role in a Television Series ebenfalls für den Young Artist Award nominiert.
- Auch Sean O’Neal und Jason Zimbler waren zwei bzw. drei Mal für einen Young Artist Award nominiert.
- Die Produzenten der Serie (Mitchell Kriegman (executive producer), Chris Gifford (producer), Neena Beber (co-producer)) wurden 1994 für einen Emmy in der Kategorie Outstanding Children’s Program nominiert.